# Left-arm unorthodox spin

Animation eines Left-arm unorthodox Spin.

Left-arm unorthodox Spin ist ein Fachbegriff des Cricketsports und bezeichnet eine spezielle Art, den Ball zu bowlen. Als Unterart des Spin bowlings wird der Ball von einem Linkshänder gebowlt und die sogenannte Wrist-Spin-Technik verwendet.
Der Bowler nutzt seine Handgelenk, um die Drift zu erzeugen. Der Ball wird vom Bowler mit dem Zeige- und Ringfinger gehalten, wobei der und Mittelfinger ebenfalls auf der Naht des Balles aufliegen. Beim Verlassen des Balls aus der Hand werden die Finger gestreckt und der Ball wird durch den Ringfinger kontrolliert. Des Weiteren wird das Handgelenk abgeklappt, so dass die Handfläche nach oben zeigt. Dieser Vorgang sorgt dafür, dass der Ball sich im Uhrzeigersinn dreht.
Der Ball verlässt die Hand des Bowlers mit Geschwindigkeiten die normalerweise langsamer als 90 km/h sind. So liegt die Gefahr hier nicht in der Geschwindigkeit wie beim Pace Bowling, sondern im Effet („Spin“), den der Ball mit bekommt. Durch den Spin verändert der Ball seine Bewegungsrichtung, nachdem er auf dem Boden aufgekommen ist. Beim Leg Spin dreht der Ball vom linkshändigen Bowler aus gesehen nach rechts.
Hauptsächlich in Großbritannien wird der oben beschriebene Standardwurf (engl. stock ball) dieser Bowling-Art als chinaman bezeichnet, während in Australien und Westindien eher der aus der Hinterhand gebowlte und sich damit in die Gegenrichtung drehende Ball so genannt wird. Letzterer Ball entspricht, unabhängig von seiner Bezeichnung, spiegelbildlich dem googly des (rechtshändigen) Leg Spin Bowlers.
Diese Art des Bowlens ist recht selten, da es sehr schwierig ist, das Maß des Spins genau und über eine größere Anzahl von Over zu kontrollieren. Ein rechtshändiger Batsman hat mit dieser Art des Bowlens in der Regel weniger Probleme als mit dem Left-arm orthodox spin Bowling, weil der Ball nach dem Aufkommen auf dem Boden auf ihn zu fliegt. Aus diesem Grund gibt es auch nur wenige Left-arm unorthodox Spin Bowler, die in Test Matches oder One-Day Internationals eingesetzt werden.

## Bekannte Left-arm unorthodox Spinner
Folgende Left-arm unorthodox Spinner sind in die ICC Cricket Hall of Fame aufgenommen worden.
- Garfield Sobers